# Sinfonía n.º 3 (Haydn)

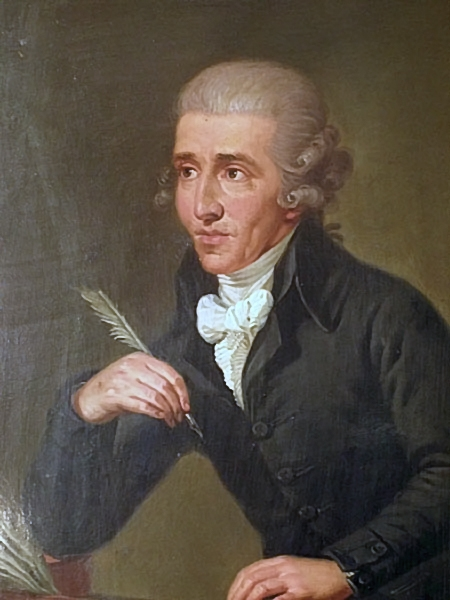
Haydn hacia 1770.

La Sinfonía n.º 3 en sol mayor, Hob. I:3 fue compuesta por Joseph Haydn entre 1760 y 1762.

## Historia
La producción sinfónica del maestro austríaco puede dividirse a grandes rasgos en tres bloques temporales: el primer bloque (1757-1761) se corresponde con su periodo al servicio del conde Carl von Morzin (n.º 1 - n.º 5); el segundo bloque en la corte Esterházy (1761-1790 pero con la última sinfonía para el público de Esterházy en 1781); y el tercer bloque (1782-1795) comprende las Sinfonías de París (n.º 82 - n.º 87) y las Sinfonías de Londres (n.º 93 - n.º 104). El 1 de mayo de 1761 el compositor firmó su contrato como vice-kapellmeister (más tarde kapellmeister) de la familia Esterházy, que nominalmente duró 48 años, hasta su muerte.
La composición de esta pieza se cree que pudo desarrollarse entre 1760 y 1762, cuando el compositor tenía 30 años. En esta época Haydn trabajaba al servicio del conde Carl von Morzin en la corte de Lukavec. Su adquisición por parte del monasterio de Gottweig está fechada en 1762.

## Instrumentación
La partitura está escrita para una orquesta formada por:
- Viento madera: 2 oboes, 1 fagot.
- Viento metal: 2 trompas.
- Cuerda: una sección de cuerdas con violines I y II, violas, violonchelos y contrabajos.
- Teclado: clavecín como bajo continuo.

En aquella época se solía emplear un fagot para amplificar la voz del bajo, incluso sin una notación separada. En cuanto a la participación del clavecín como bajo continuo en las sinfonías de Haydn existen diversas opiniones entre los estudiosos: James Webster se sitúa en contra; Hartmut Haenchen a favor; Jamie James en su artículo para The New York Times presenta diferentes posiciones por parte de Roy Goodman, Christopher Hogwood, H. C. Robbins Landon y James Webster). A partir de 2019 la mayor parte de las orquestas con instrumentos modernos no utiliza el clavecín como continuo. No obstante, existen grabaciones con clavecín en el bajo continuo realizadas por: Trevor Pinnock (Sturm und Drang Symphonies, Archiv, 1989-1990); Nikolaus Harnoncourt (n.º 6–8, Das Alte Werk, 1990); Sigiswald Kuijken (incluidas las Sinfonías de París y Londres; Virgin, 1988-1995); Roy Goodman (Ej. n.º 1-25, 70-78, 82-87; Hyperion, 2002).

## Estructura y análisis
La sinfonía consta de cuatro movimientos:
- I. Allegro, en sol mayor 3
4
- II. Andante moderato, en sol menor 2
4
- III. Menuet – Trio, en sol mayor 3
4
- IV. Alla breve, en sol mayor 2
2

La interpretación de esta obra dura aproximadamente entre 15 y 20 minutos. Es uno de los primeros ejemplos de una obra estructurada en cuatro movimientos en el género sinfónico. A menudo se cita como una de las más visionarias de las sinfonías tempranas de Haydn. El musicólogo Robbins Landon ha indicado que, aunque está muy impregnada de contrapunto, la modernidad de la obra se deriva de su mirada hacia la era prehomofónica.

### I.Allegro
El primer movimiento, Allegro, está escrito en la tonalidad de sol mayor, en compás de 3/4 y sigue la forma sonata. El movimiento de apertura es robusto y carece de introducción Los amplios saltos y el animado contrapunto son realzados por una figura de trompeta, que es premonitoria de la Sinfonía n.° 31 subtitulada "Llamada de trompeta". Más adelante una intrigante síncopa realza la contramelodía en la recapitulación.

### II.Andante moderato
El segundo movimiento, Andante moderato, está en sol menor, en compás de 2/4 y responde a una forma sonata. El movimiento lento se construye sobre un contrapunto esbelto y transparente. Se asienta en la tónica menor y posee un ensueño gris que logra eludir la melancolía. Se trata de una pieza sutilmente mágica sólo para cuerdas, puesto que no se emplean los vientos en ningún momento.

### III.Menuet – Trio
El tercer movimiento, Menuet – Trio, está en sol mayor y en compás de 3/4. El minueto se basa en un canon entre las voces agudas y las graves a un compás de distancia. Está escrito más en el estilo galante que en el bucólico terreno de Haydn. La deliciosa interacción con los vientos impregna al trío. El trío del minueto muestra "la primera aparición del papel de los vientos [...] en el primer divertimento para vientos y cuerdas".
Más adelante, el propio Haydn escribiría un canon parecido en el minueto de su Sinfonía n.º 23; desarrollaría esta técnica en los "cánones en diapasón" del minueto de su Sinfonía n.º 44 "Mañana" así como en el Minueto de las brujas de su Cuarteto de cuerda en re menor, Op. 76. Otros cánones similares figuran en minuetos en sol mayor recogidos en la Sinfonía n.º 12 de su hermano Michael Haydn y en la Sinfonía n.º 12 de Mozart.

### IV.Alla breve
El cuarto y último movimiento, Alla breve, retoma la tonalidad inicial y el compás es alla breve. El Finale es una fuga con dos sujetos que integra elementos de la forma sonata. Es el punto culminante de esta composición. La inmensidad se insinúa en su glorioso tour de force contrapuntístico a pesar de su brevedad, ya que dura apenas dos minutos en el tiempo promedio de interpretación. Espiritualmente se acerca en sus procesos y su material temático profetiza el Finale de la Sinfonía Júpiter, la última de Mozart.